# تايلر ويلسون
تايلر ويلسون (26 مايو 1989 بتشينو هيلس في الولايات المتحدة - ) هو لاعب كرة قدم بورتوريكي في مركز الوسط. شارك مع منتخب بورتوريكو لكرة القدم. أما مع النوادي، فقد لعب مع Puerto Rico Islanders ‏ ونادي توكسون.

## وصلات خارجية
- تايلر ويلسون على موقع قاعدة بيانات كرة القدم.إي يو (الإنجليزية)
- تايلر ويلسون على موقع ناشيونال فوتبول تيمز (الإنجليزية)